# Speedball (Ballsportart)
Speedball, auch Bouncerball (von engl. to bounce ‚hüpfen‘, ‚prellen‘) genannt, ist ein mit Schlägern auszuführendes Torspiel und mit dem Hockey verwandt.

## Geschichte
Das Spiel entstand Ende der 1990er Jahre. Die Mannschaftssportart zeichnet sich durch eine hohe Spieldynamik mit sich schnell ändernden Spielsituationen aus.
Im Vergleich zum Hockey ist das Spiel im Detail weniger reglementiert. Die Spielgeräte sind weicher und besitzen somit weniger Verletzungspotential. An der 1. Deutschen Meisterschaft nahmen 16 Vereine teil.

## Deutsche Bouncerballliga
Im Jahr 2011 gründete sich die Deutsche Bouncerballliga (DBL). In den Statuten ist festgelegt, dass eine Saison aus verschiedenen Turnieren besteht, bei denen zunächst durch den Modus der Gruppenphase bis zu den K.-o.-Spielen und dem Finale als Schlusspunkt der jeweilige Sieger ermittelt wird. Der erste Deutsche Meister wurde im November 2011 die DJK SC Nienberge. Der Verein konnte in den Saisons 2012, 2013, 2014, 2015 und 2016 seinen Titel jeweils erfolgreich verteidigen und ist mit sechs gewonnenen von sechs ausgespielten Meisterschaften klar dominierendes Team und Rekordmeister der Liga.
2017 änderte sich dieses allerdings durch die stark aufspielende Uni aus Marburg. Sie gewannen die Meisterschaft 2017 und 2018. Nienberge wurde jeweils Zweiter. Im Jahr 2019 konnte der TV Westfalia Epe zum ersten Mal die Meisterschaft gewinnen, der SC Nienberge wurde punktgleich Zweiter.

### Regeln
Die aktuelle Regelung wurde von der Deutschen Bouncerballliga im März 2011 veröffentlicht.
Gespielt wird in einem Spielfeld, welches etwa Handballmaßen entspricht und durch Banden begrenzt wird.
Die Mannschaften bestehen aus bis zu zehn Spielern, wovon allerdings nur acht männlich sein dürfen. Auf dem Spielfeld treten jeweils sechs Spieler gegeneinander an, wovon wiederum jeweils einer weiblich sein muss. Je ein Spieler fungiert als Torwart und muss als solcher erkenntlich sein.
Als Schläger zugelassen sind ausschließlich sogenannte Ball Bouncer mit Styroporkopf. Der Kunststoffball soll eine Größe zwischen 12 und 16 cm im Umfang aufweisen und zwischen 80 und 120 g wiegen.
Während des Spiels dürfen die Feldspieler den Ball ausschließlich mit dem Schlägern berühren. Der Torhüter darf den Ball im Torraum mit dem gesamten Körper, mit und ohne Schläger spielen. Außerhalb des Torraums agiert er wie ein Feldspieler.
Es erfolgt kein Abpfiff, wenn ein Spieler ausgewechselt wird. Ebenso gibt es kein Aus und kein Abseits. Gelangt der Ball aus dem Spielfeld, erhält ihn die gegnerische Mannschaft des Spielers, der ihn zuletzt berührt hat. Fällt ein Tor, setzt der Torwart das Spiel umgehend fort.
Die Nachspielzeit wird vom Schiedsrichter festgelegt und wird mit Ablauf der regulären Spielzeit angesagt.

### Fouls etc.
Es wird als Foul gewertet, wenn Spieler einem anderen am Trikot zerren oder ihren Schläger absichtlich verlieren. Foulspiele werden generell mit einem Freistoß bestraft, ein Foulspiel im Strafraum mit einem Torabstand von sieben Metern. Grobes Foulspiel führt zusätzlich zu Strafminuten oder Platzverweisen.
Ebenso werden absichtliche Ballberührungen mit der Hand oder dem Fuß mit einem Freistoß bestraft.
Befindet sich ein Feldspieler im Abseits und begeht das Hand- oder Fußspiel absichtlich, so wird dieser Verstoß mit einem Siebenmeterfreistoß und einer zweiminütigen Strafe geahndet. Berührt der Torwart außerhalb des Torraums den Ball mit dem Fuß oder mit der Hand, wird dies ebenfalls mit einem Siebenmeterfreistoß geahndet.
Absichtliche Spielverzögerungen werden mit Ballverlust und bei mehrmaligem Auftreten mit Zwei-Minuten-Zeitstrafe gegen die Mannschaft geahndet.
Freistöße erfolgen stets indirekt, das heißt, der Ball darf erst nach einem Pass ins Tor gelangen. Während des Freistoßes müssen gegnerische Spieler einen Abstand von drei Metern einhalten. Bei einem Siebenmeterfreistoß ist der Torraum frei von Feldspielern, der Torwart steht dabei nicht weiter als zwei Meter vor der Torlinie.

### Wertung
Während eines Turniers wird in der Gruppenphase einmal zehn Minuten gespielt. Eine siegreiche Mannschaft erhält drei Punkte, bei Torgleichstand wird je ein Punkt pro Mannschaft gewertet. Anschließend werden die Mannschaften nach Anzahl ihrer Punkte absteigend aufgelistet. Bei Punktegleichstand wird das Torverhältnis gewertet.
Beim K.-o.-Verfahren gelangt jeweils die siegreiche Mannschaft in die nächste Runde. Bei Torgleichstand entscheidet ein einmaliges Siebenmeterschießen.
Im Finale werden zwei Halbzeiten zu je acht Minuten gespielt. In der Pause werden die Seiten gewechselt.
Steht es nach Ablauf der Spielzeit unentschieden, wird eine Verlängerung von fünf Minuten angehängt. Danach entscheidet ein einmaliges Siebenmeterschießen.

### DBL – Meisterschaft-Statistik
- Saison 2011 - Meister: DJK SC Nienberge – Zweitplatzierter: SG Jagus Rhade
- Saison 2012 – Meister: DJK SC Nienberge – Zweitplatzierter: TV Epe
- Saison 2013 – Meister: DJK SC Nienberge – Zweitplatzierter: TV Epe
- Saison 2014 – Meister: DJK SC Nienberge – Zweitplatzierter: TV Epe
- Saison 2015 – Meister: DJK SC Nienberge – Zweitplatzierter: TV Epe
- Saison 2016 – Meister: DJK SC Nienberge – Zweitplatzierter: SG Jagus Rhade
- Saison 2017 – Meister: Universität Marburg – Zweitplatzierter: DJK SC Nienberge II
- Saison 2018 – Meister: Universität Marburg – Zweitplatzierter: DJK SC Nienberge I
- Saison 2019 - Meister: TV Westfalia Epe – Zweitplatzierter DJK SC Nienberge

## Alternative Spielweisen
Alternativ zu den von der Deutschen Bouncerball Liga festgelegten Regeln wird in weiten Teilen Deutschlands hauptsächlich im Schulsport eine größere Hallengröße genutzt. Auch wird die Verpflichtung zur Einhaltung mehrerer weiblicher Mitspieler hier nicht befolgt.
Die regionalen Unterschiede lassen sich aus unterschiedlichen Spielinterpretationen der jeweiligen Lehrkräfte, welche Bouncerball im Schulsportunterricht anbieten, ableiten. Neben den in der Deutschen Bouncerball Liga etablierten Vereinen, welche hauptsächlich in Westdeutschland zu finden sind, gründen sich in verschiedenen weiteren Städten ebenfalls Vereine und Abteilungen, welche Bouncerball mit jeweils eigenem Regelwerk anbieten.